# ایندیا آلن
ایندیا آلن (انگلیسی: India Allen؛ زادهٔ ۱ ژوئن ۱۹۶۵) یک هنرپیشه، و مانکن (فرد) اهل ایالات متحده آمریکا است. 